# 奉行衆
奉行衆（ぶぎょうしゅう）は、右筆方（ゆうひつかた）とも呼ばれ、室町幕府の法曹官僚である奉行人の集団である。幕府直属の文官集団として、武官集団である奉公衆と対応される。

## 沿革

### 室町幕府初期
奉行人は鎌倉幕府より存在しており大江氏や二階堂氏等、鎌倉幕府滅亡後に足利尊氏に従って室町幕府に参加した者の中には引き続き、奉行人として用いられる者もいた。当初、引付と呼ばれる裁判機関に右筆と呼ばれる奉行人を配置して奉書・御教書などを作成した。また、仁政方・庭中方・内奏方などの各種訴訟機関も設置されて奉行人が配置された。
しかし、鎌倉幕府の体制を引き継いだ政権構想を主導してきた足利直義の没落、3代将軍足利義満が院別当・太政大臣などを歴任することで院政・朝廷の政治機能が幕府機構に吸収されるなどの変化に伴って奉行人の役割も変質してくることになる。
- 引付が事実上廃止されて、政所・侍所・問注所・恩賞方などに右筆が配置された。
- 「別奉行」と呼ばれる特命を担当する役職に任命される奉行人が現れるようになる[2]。
- 将軍が主宰する御前沙汰にも御前奉行人（御前衆・御前沙汰衆・恩賞方衆）と呼ばれる右筆中の有力者が参加を許されるようになった。御前沙汰とは本来、恩賞方に設置されて評定衆・引付衆（内談衆）による会議の中でも将軍の私的会議としての性格の強いものであり、奉行人は御前沙汰においては意見状と呼ばれる判決原案を作成する立場にあったが、後には将軍の私的権限において御前奉行人が御前沙汰に参加する事が許されて直接意見を述べるようになった。

### 義教時代
6代将軍足利義教の時代になると、将軍が管領以下を抑制するために御前沙汰によって重要決定を行うようになり、法制や先例、有職故実などに詳しい御前奉行人は公的には将軍の命令書である奉書（奉行人奉書）の作成・加判を行うとともに、御前沙汰などにおける意見や伺事は将軍の裁決に重大な影響を与えるようになり、次第に将軍の私的顧問としての性格も有するようになった。
特に御前奉行人のうち最高位の者を公人奉行と呼んで右筆・奉行人を統括するとともに評定衆の一員に列せられ、これに続く上位数名も引付衆（内談衆）に準じた待遇を受けるようになる。この頃になると鎌倉時代の奉行人であった太田氏・三善氏らの子孫で、代々こうした知識を家伝・家学として伝えてきた斎藤氏・松田氏・飯尾氏・布施氏など限られた家系によって右筆・奉行人などの地位が独占されるようになり、彼らは奉行衆・右筆方として集団を形成していくことになる。彼らはその重要性にもかかわらず幕府本来の機構の中では組織の次官に当たる開闔・執事代にまでしか昇進できなかった。なお、奉行人のうち御前奉行人（御前沙汰衆）に達しない者をまとめて御前未参衆と称した。
更に、こうした家々の庶流の中には幕府の役職には就けなかった者もいたが、そうした者の中には有力な守護大名に登用されて司法や文書作成などの分野においてその能力を発揮した者も存在した。阿波国守護細川氏に仕えて応仁の乱後の京都の焼け野原の有様を詠ったとされる飯尾常房（彦六左衛門尉）もその1人であるとされている。

### その後
義教以後も幕府内部における奉行衆の発言力は増大して、8代将軍足利義政の頃には評定衆などの既存の幕府制度上の役職に代わって、事実上の幕府最高諮問機関を構成することになる。こうした中で、文明17年（1485年）には奉行衆と奉公衆の間で衝突を起こすまでに至っている。義政は奉行衆を基盤に置いていたが、息子の9代将軍足利義尚は奉公衆を近臣に取り立てていたため、衝突は権力を巡って発生した事件であった。
武官である奉公衆は管領による幕府権力の掌握を目指した明応の政変を機に解体に向かうものの、文書作成・裁判行政を担当する奉行衆の価値は幕府機構が存在する限りは引き続いて存在し、戦国時代に入って10代将軍足利義稙・11代将軍足利義澄の2人の将軍が並立した時期には奉行衆も分裂して双方に幕府機構が存在した。また、この時期になると御前沙汰に将軍が出席するのも稀となり、将軍の側近集団によって新たに再編された内談衆（殿中申次・内談方）が奉行衆による沙汰の結論を将軍に伝えて裁可を仰ぐようになった。このように奉行衆は室町幕府の行政機構を支える存在として幕府滅亡まで存続したと考えられている。